# Waitiki Landing
Waitiki Landing is een plaats op het Noordereiland in Nieuw-Zeeland. Het is feitelijk gezien de meest noordelijkste bewoonde plek van het Noordereiland, op het noordelijke uiteinde van het Aupouri-schiereiland maar is geen officiële woonplaats.
Het ligt precies op de grens van Cape Reinga, Te Hapua en Te Kao. De plaats bestaat uit enkele huizen.
Op het grondgebied van La Hapua kent het een eigen tankstation met winkeltje en een café. In 2011 werd het getroffen door een brand. Daarmee leek een einde te komen aan het tankstation maar omdat het een belangrijke tussenstop is naar het onbewoonde toeristische Cape Reinga werd het in hetzelfde jaar nog herbouwd.

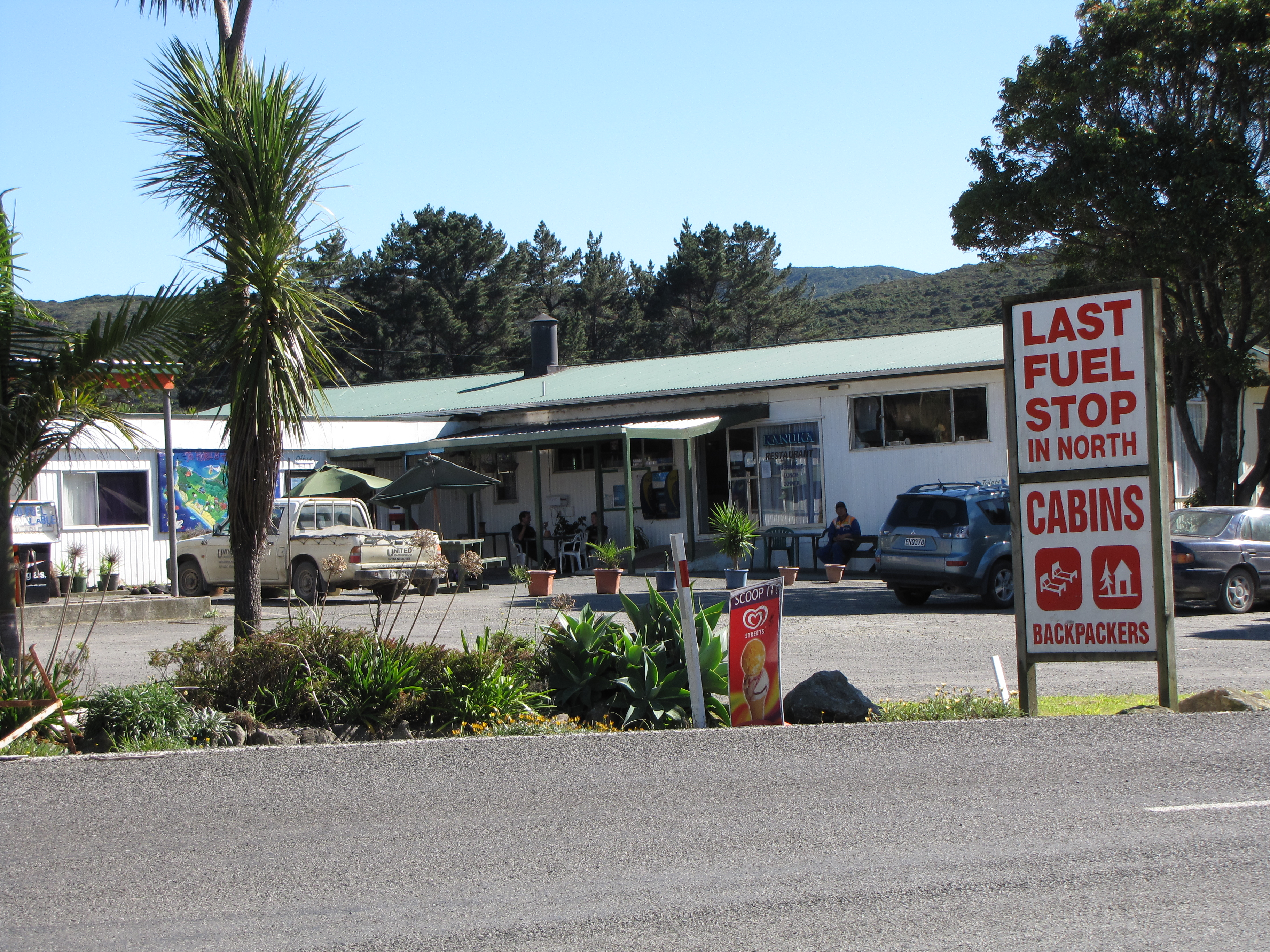
Het tankstation en winkel voor de brand in 2011